# Leopold Kny
Carl Ignaz Leopold Kny, född 6 juli 1841 i Breslau, död 26 juni 1916 i Berlin, var en tysk botaniker.
Kny blev extra ordinarie professor vid Berlins universitet 1873 och 1880 professor vid lantbrukshögskolan där samt 1908 ordinarie honorarprofessor vid universitetet. Han var växtanatom och växtfysiolog, framstående lärare och särskilt bekant för Botanische Wandtafeln (117 stycken med text, 1875-1911).

Botanische Wandtafeln
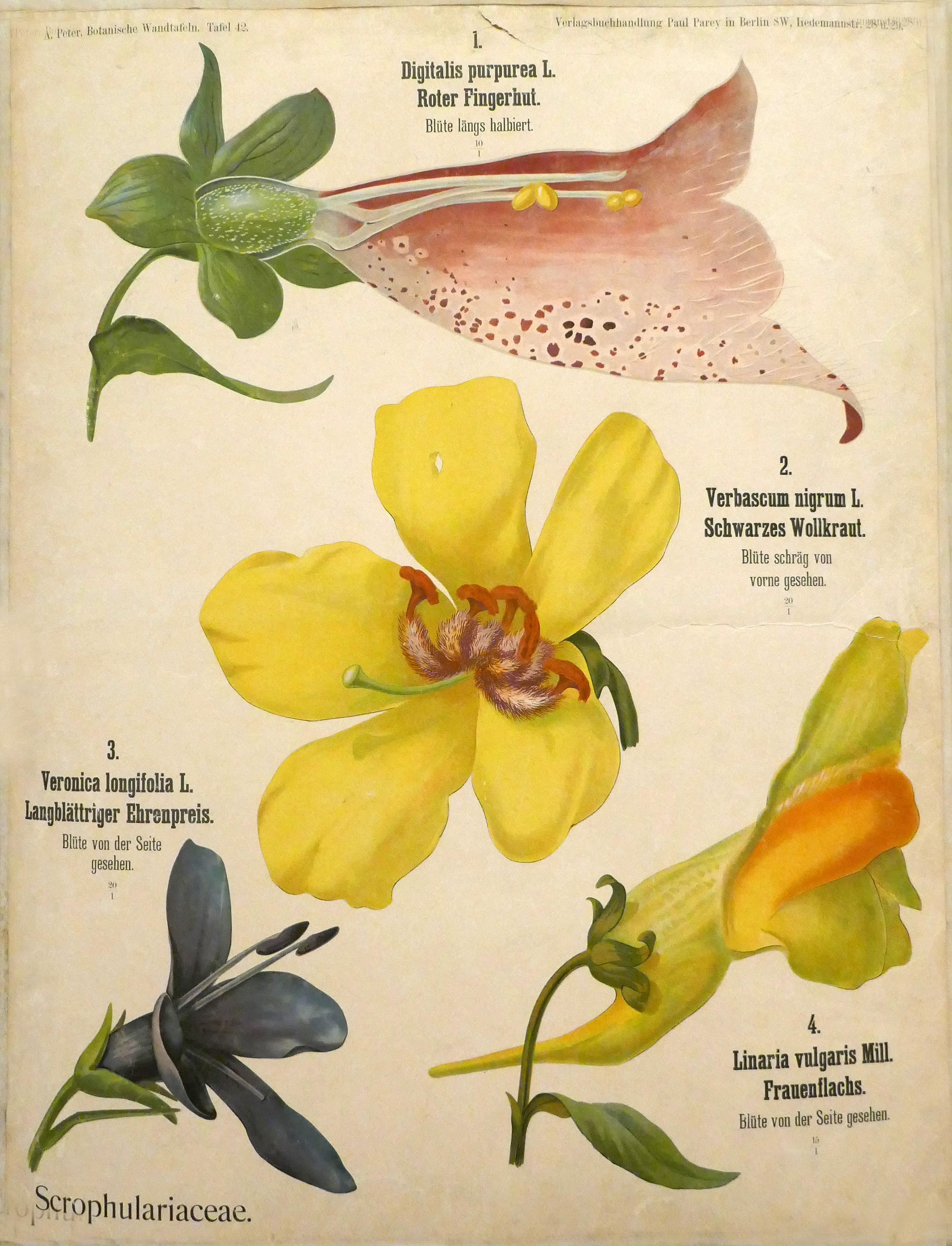
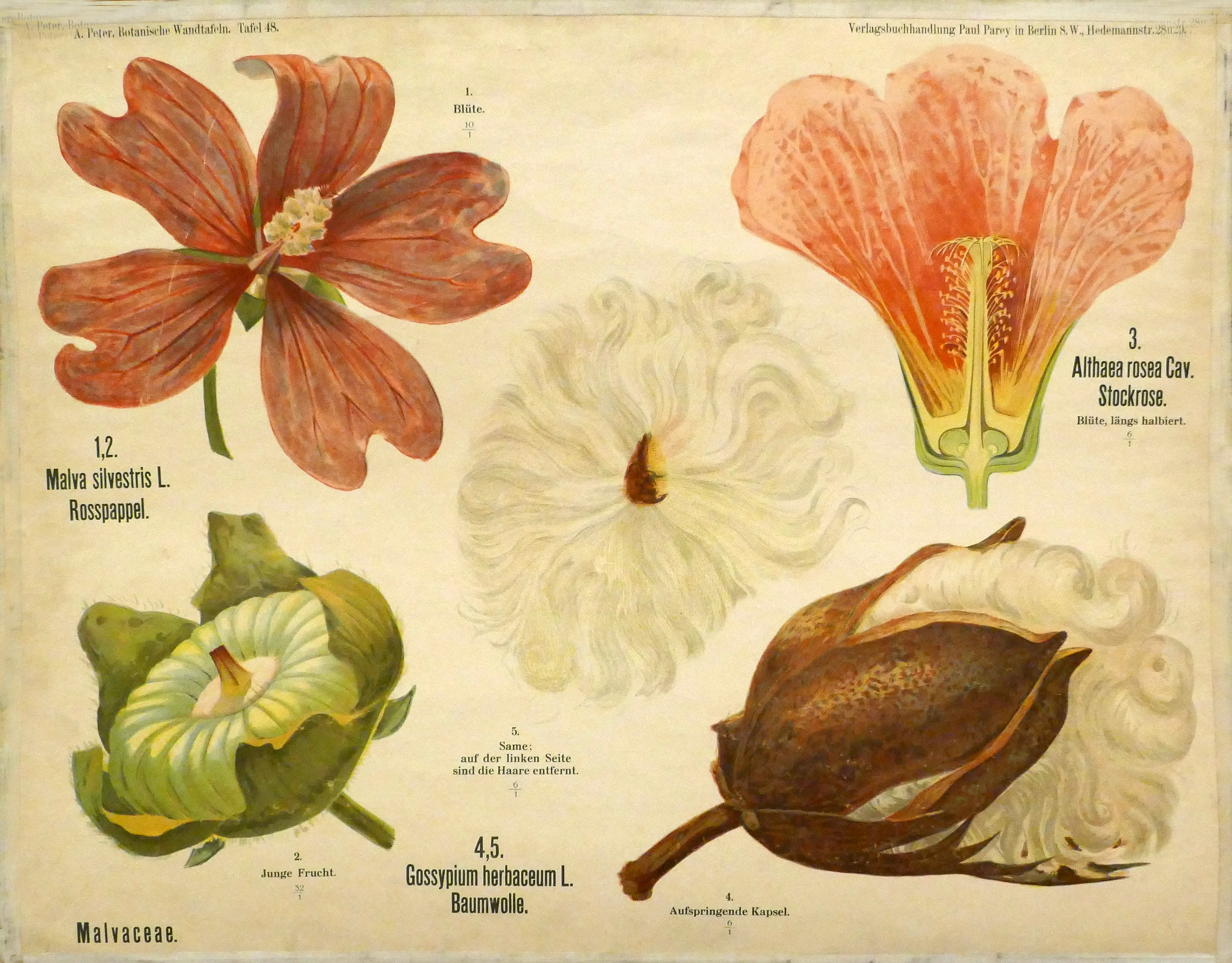